# ビリャ・デ・バリェカス
ビリャ・デ・バリェカス （Villa de Vallecas）は、スペイン、マドリードの区。

## 概要
1987年に誕生した区である。カスコ・イストリコ・デ・バリェカス（18.1）、サンタ・エウヘニア（18.2）の2地区で構成される。ビリャ・デ・バリェカスは1950年にマドリード県に編入するまで独立した自治体だった。
南をリバス・バシアマドリード、ヘタフェと接し、東はビカルバロ区、北はプエンテ・デ・バリェカス区、西はビリャベルデ区と接する。
マドリード工科大学南キャンパスがある。